# Daz Sampson
Darren "Daz" Sampson (født 28. november 1974 i Stockport) er en engelsk danceproducer og sanger, der deltog i Eurovision Song Contest 2006 i Grækenland. Han sang sangen Teenage Life og endte på en 19. plads med 25 point.